# Stan Shih
Stan Shih (né le 8 décembre 1944 à Lukang, Taïwan) est un ingénieur en électronique, magnat des affaires taïwanais, fondateur du géant informatique Acer en 1976.

## Biographie
Stan Shih est lauréat d'un diplôme d'ingénieur en électronique de l'université nationale Chiao Tung de Hsinchu à Taïwan.
En 1976, il fonde sa start-up industrielle Multitech avec sa femme Carolyn Yeh et un groupe de cinq collaborateurs.
En 1987, son groupe est renommé Acer Incorporated.
En 1992, il est le premier à formuler la   courbe du sourire.
En 2004, Stan Shih prend sa retraite de son poste de PDG et s'occupe d'œuvres de charité locales. Il a été nommé représentant spécial du président Chen Shui-bian à l'APEC Australie 2007 (Coopération économique pour l'Asie-Pacifique).